# 1956年5月19日體育場
1956年5月19日體育場（阿拉伯語：ملعب 19 ماي 1956），簡稱為5月19日體育場，是位於阿爾及利亞安納巴的足球場。
該體育場可容納52,000人，並且是全坐席。